# Joelita Coloma
Pour les articles homonymes, voir Coloma.
Joelita Coloma, née le 15 avril 2003, est une haltérophile seychelloise.

## Carrière
Elle est médaillée d'argent à l'arraché, à l'épaulé-jeté et au total dans la catégorie des moins de 76 kg aux championnats d'Afrique 2022 au Caire.
Elle remporte la médaille d'or à l'arraché et au total dans la catégorie des moins de 76 kg aux Championnats d'Afrique 2023 à Tunis,..